# Деятельность польских националистов в Западной Беларуси
Деятельность польских националистов в Западной Белоруссии — вооружённая борьба Армии Крайовой и других польских формирований в Западной Белоруссии в 1939—1954 годах. Была обусловлена стремлением вернуть край в состав Польши. Подпольное движение было направлено против советской власти, а в период немецкой оккупации также нацистов и коллаборационистов. Примечательно, что для противодействия последним польские националисты периодически сотрудничали с просоветскими партизанами. Вместе с тем имелись и случаи совместных действий подполья с немцами против «красных». Участники движения также сражались против литовских, белорусских, украинских националистов.
Польское подполье Западной Белоруссии действовало в контексте польско-белорусского межэтнического конфликта и послевоенного антикоммунистического движения в Польше.

## Контекст
По условиям Рижского мирного договора 1921 года, завершившим польско-советскую войну, Западная Белоруссия отошла к Польше. В сентябре 1939 года, согласно Пакту Молотова — Риббентропа, Третий Рейх и СССР разделили польскую территорию. БССР была расширена за счёт восточных кресов. Местное белорусское население положительно встретило присоединение к советскому государству и воссоединение с Восточной Беларусью. Поляки, которые были возмущены уничтожением своей страны, начали воспринимать белорусов как союзников СССР. Декларированная борьба с советской оккупацией приняла со временем антибелорусский характер. Советская политика, направленная на деполонизацию, национализацию собственности, преследование религии, коснувшаяся в первую очередь польского населения, вызывала нередко его сопротивление, которое принимало различные формы: от саботажа мероприятий властей до вооружённых выступлений.
Опорой движения выступало местное польское население. Так, на 1 сентября 1939 года в регионе проживало 1 485 000 поляков (38 % населения). Однако в подпольные структуры были также вовлечены белорусы, евреи, литовцы.

## Начальный период (1939—1941)
В крае практически во всех крупных городах, районных центрах и небольших населённых пунктах сформировались польские подпольные организации, группы и кружки, объединяющие политических деятелей, профессиональных военных, интеллигенцию, учащуюся молодёжь. В основном они образовывались по инициативе снизу. С зимы 1940 года на территории Западной Беларуси действовал обшар Союза вооружённой борьбы (СВБ) № 2 с центром в г. Белостоке, а также самостоятельный Виленский округ. Он включал в себя 3 округа: Белостокский, Новогрудский и Полесский. Округа в свою очередь делились на обводы. Белостокский и Виленский округа были образованы уже осенью 1939. С весны 1940 года Главным командованием СВБ началась организация Новогрудского и Полесского округов. Для создания структур местной конспирации в регион из центральной Польши прибывали эмиссары. Общая численность членов организации могла достигать от 8 до 10 тысяч человек. Командованием Виленского округа издавалась газета «Польша в борьбе», тираж которой в начале 1941 года достигал 1,5 тыс. экземпляров.
Другой крупной организацией в Западной Белоруссии, самостоятельно действующей уже с октября 1939 года, являлась Польская военная организация (ПВО). В Августовском районе действовал «Легион смерти», организованный бывшими гимназистами. Они составили списки советских активистов с целью их последующей ликвидации.
С осени 1939 года создавались партизанские отряды. Изначально они формировались из военнослужащих разгромленного Войско Польского. Позже в них вступали местные жители, укрывавшиеся от арестов и депортаций, а также от призыва в Красную Армию. Большая часть партизанских формирований действовала в Белостокской и Барановичской областях. На протяжении 1940 года советские функционеры постоянно сообщали о проявлениях «активности контрреволюционных элементов», «успешной деятельности польской агентуры» в западнобелорусских областях. Совершались нападения на представителей советской власти, местных активистов и милицию. С октября 1939 по август 1940 участниками польских организаций было совершено 93 террористических акта, при которых убито 54 и ранено 39 человек. В ответ в Белостокской и Барановичской областях в мае 1940 годы были дополнительно образованы специальные отделы по борьбе с бандитизмом. За период 1939 — первый квартал 1941 года в западных областях БССР было ликвидировано 188 организаций и групп, арестовано 6104 их участника.

## При немецкой оккупации (1941—1944)
В период Великой Отечественной войны численность бойцов Белостокского округа достигала 5000 человек, Полесского — 3500, Новогрудского — 8000, из которых 40 % были белорусами-католиками, Виленского — 9000. Формируются «Крестьянские батальоны» политической партии «Стронництво людове». В Белостокской области в августе 1942 года был образован VII округ, численность которого к июлю 1944 года составляла примерно 1500.

#### Взаимоотношения с «красными»
Отношение с советскими силами у поляков складывалось по разному.
Летом 1941 года фиксировались случаи нападений польских отрядов на отступающие части Красной армии, имели место расправы над партийно-советским руководством. Подобные инциденты отмечены в Несвижском, Лунинецком, Пинском районах.
Весной 1943 года отряды Новогрудской округи установили связь с красными партизанами. В Нарочской партизанской зоне был установлен контакт между польским отрядом А. Бужинского (Кмицец) и советским отрядом Ф. Маркова. В июне 300 бойцов Армии Крайовы (АК, «аковцы») под командованием К. Милашевского совместно с советской партизанской бригадой имени Чкалова под командованием Рыгора Сидорка принимали участие в боях против немцев. В июле — августе того же года эти отряды вновь сражались против немецких войск и полиции в Налибокской пуще.
С весны 1943 года стали также фиксироваться столкновения. За май 1943 — июль 1944 г. в крае состоялось 224 боя «аковцев» с советскими партизанами, потери которых составили около 400 убитыми и более 120 ранеными, кроме того, бойцы АК расстреляли за сотрудничество с советскими партизанами около 250 человек. Часто «аковцы» нападали на диверсионные группы советских партизан-подрывников в районах железнодорожных коммуникаций.
Осенью 1943 года отношения между двумя лагерями ещё больше обострились. Полякам стали известны планы советского руководства, которые предусматривали разоружение их отрядов после занятия территории Западной Белоруссии советской армией. В ноября кавалерийский разъезд под командованием Здислава Нуркевича (Ночи) в районе озера Нарочь расстрелял группу советских партизан под командованием С. Зорина, грабивших костёл. В декабре советским партизанам из отряда Маркова удалось достать польскую подпольную газету «Неподлеглость», сообщающую о расстреле польских офицеров в Катынском лесу, что рассматривалось как антисоветская пропаганда. В ответ советские отряды приняли решение разоружить отряд «Кмицица» (400 чел.) и отомстить за Зорина. В конце декабря поляки были разоружены, а сам «Кмицец» и ряд других офицеров расстреляны. Рядовой состав был включён в польскую партизанскую бригаду, действовавшую вместе с советскими партизанами и подчинявшуюся распоряжениям Белорусского штаба партизанского движения. Части офицеров удалось бежать. На контакт с ними вышли представители германского командования и предложили им нейтралитет и помощь в борьбе с советскими партизанами. Часть поляков отказалась от немецкого предложения, сославшись на отсутствие директив главного командования. Те же, кто согласился сотрудничать, заключили перемирие и уже в конце декабря получили оружие.
На фоне конфликта с советской стороной польское подполье с конца 1943 года развернуло террор против просоветски настроенных мирных жителей. За февраль—апрель 1944 в Лидском районе Армия Крайова уничтожила несколько тысяч человек, включая 450 жителей деревни Белицы. 24 и 25 февраля 1944 года польскими легионерами были сожжены деревни Турейск и Заборье Желудокского района. Всего сгорело более 350 домов.

#### Взаимоотношения с немцами
Первоначально места в местном оккупационном аппарате управления в генеральном округе Белоруссия занимали поляки. Они принимали активное участие в работе городских, районных, волостных, поветовых управ, становились старостами, солтысами и войтами. На ранних этапах вооружённые акции против немцев не проводились. Однако с начала 1942 и по вторую половину 1943 года польские националисты осуществили немалое количество нападений на оккупантов. В Новогрудском районе они совершили свыше 100 операций. В ряде из них ставилась задача по освобождению из тюрем членов подполья. Подобные миссии осуществлены в 1943 году в Пинске и Ивье. Другие были направлены против белорусских коллаборационистов, как, например, нападение на гарнизон в Жодишках в 1942 году.
В связи с конфликтом с советскими силами поляки стали сотрудничать с немцами. 9 января 1944 года отряд немецких военных численностью до 50 человек вошёл в деревню Черченово (Молодечненский район), чтобы передать польским легионерам оружие и боеприпасы. В это же время из тюрем в Лиде и Ганцавичах были освобождены участники польского подполья. Немцы планировали использовать их для борьбы с «красными». В мае одна из групп националистов совместно с нацистами вела бои против советских партизан.

## После освобождения Белоруссии (1944—1954)
После освобождения Белоруссии летом 1944 года польское подполье развернуло активную работу по противодействию и срыву мероприятий по восстановлению советской власти в западных областях Белоруссии. Бойцы движения организовывали взрывы железнодорожных путей, обстрелы идущих на фронт эшелонов, нападения на тыловые части и военные склады, проводили террор в отношении местного населения, убийства военнослужащих, милиционеров, представителей государственных учреждений, всех проявлявших активное сочувствие советской власти.
В 1944 году польское движение активничало главным образом в районах н. п. Радунь, Лида, Вороново, Василишки и других местах. Вооружённые формирования запугивали население и угрожали террором в отношении тех, кто будет участвовать в работе советских учреждений, и тех, кто пойдёт в военкоматы, на призывные пункты. Этнические поляки отказывались признавать советскую власть, не являлись на призывные пункты и уходили в леса. Появились крупные отряды польских легионеров, насчитывающие от 50 до 200 вооружённых человек. Только на территории Барановичской области насчитывалось порядка 70 групп общей численностью около 3000 бойцов.
В 1944—1945 годах годах их активность отмечалась в Островецком, Свирском, Лидском, Гродненском районах. В связи с террором ЦК КП (б)Б обязал НКГБ и НКВД усилить борьбу с антисоветской деятельностью, а также разместить дополнительные воинские части в райцентрах Молодечненской, Барановичской, Гродненской областей.
На период 1944—1950 годов припадает пик активности движения.
Последние польские отряды действовали в белорусских лесах до 1954 года. В условиях Холодной войны отдельные из них были связаны со спецслужбами иностранных государств (идеологически, морально, материально — снабжались оружием, боеприпасами, средствами связи, деньгами).